# Čudežno drevo
Čudežno drevo je slikanica Marlenke Stupica.

## Vsebina dela
V slikanici je glavni lik čudežno drevo. Živalska bitja: ptič kraljič, žaba kraljična, polh, veverica in koza ga sprašujejo, zakaj je čudežno, a nihče od njih ne dobi odgovora, saj drevo ne zna govoriti. Na koncu na vejo drevesa sede mladi fant in vpraša: »Zakaj si ti čudežno drevo?« Drevo mu ne odgovori z besedami, temveč z nečem, kar je več, začne cveteti. Fant dobi odgovor: drevo je čudežno, ker čudežno cveti.

## Analiza
Kljub kratkosti te zgodbice, lahko izluščimo nauk, ki v življenju še kako velja. Besede velikokrat nimajo pravega pomena, lahko tudi varajo, dejanja pa so tista, ki povedo vse. Drevo lahko vzamemo kot neko metaforo za dobrega človeka. Vsi ostali so mu nevoščljivi in ga sprašujejo, zakaj je dober. Na to je težko odgovoriti z besedami, lahko pa pokažeš z dobrimi deli.
Mladi fant predstavlja mladost, življenje, upanje, saj ob njegovem prihodu drevo zacveti, prav tako kot ob rojstvu otroka ženska postane nekaj posebnega. Uporablja se tudi fraza: »Saj kar cvetiš od sreče!«

## Primerjava
To kratko zgodbo bi lahko primerjali z mnogimi pravljicami, saj je glavna beseda »čudežno«, ki se v pravljicah na splošno velikokrat pojavlja. Tudi bitja kot so ptič, žaba imajo v pravljicah pomembno in pogosto vlogo.